# Alexander (New York)
Alexander is een plaats (town, maar ook een village) in de Amerikaanse staat New York, en valt bestuurlijk gezien onder Genesee County.

## Demografie
Bij de volkstelling in 2000 werd het aantal inwoners vastgesteld op 2451.

## Geografie
Alexander ligt op ongeveer 268 m boven zeeniveau.

## Plaatsen in de nabije omgeving
De onderstaande figuur toont nabijgelegen plaatsen in een straal van 20 km rond Alexander.